# Endodontium
Endodontium – jednostka strukturalno-funkcjonalna obejmująca miazgę zęba i zębinę. Zarówno miazga, jak i zębina rozwijają się z brodawki zębowej (łac. papilla dentis). Mają one na siebie nawzajem duży wpływ, a mianowicie miazga pełni funkcję odżywczą w stosunku do zębiny natomiast zębina barierę ochronną dla miazgi.

## Funkcje endodontium
- Odżywianie zęba – poprzez bardzo dobrze rozwiniętą sieć naczyń krwionośnych w miazdze.
- Funkcja czuciowa – przebiegające w kanalikach zębiny włókna odontoblastów są receptorami czuciowymi, które przekazują bodźce do miazgi zęba; drugą drogą są włókna nerwowe oplatające wypustki odontoblastów w kanalikach zębiny; przyjmuje się także, że nadwrażliwość zębiny powoduje przepływ płynu tkankowego w jej kanalikach, co zaburza równowagę jonową w okolicy zakończeń nerwowych i zwiększa ich pobudliwość.
- Tworzenie zębiny – w wyniku działania komórek zębinotwórczych (odontoblastów) powstaje zębina pierwotna (w trakcie rozwoju zęba) i wtórna (w trakcie całego życia po ukończeniu rozwoju).
- Funkcja obronna – zdrowa miazga stanowi barierę chroniącą przed wniknięciem drobnoustrojów do organizmu; zębina otacza miazgę ze wszystkich stron i chroni ją przed wpływem czynników zewnętrznych; pod wpływem czynników patologicznych działających na obnażoną zębinę (próchnica, ubytki pochodzenia niepróchnicowego) odontoblasty wytwarzają zębinę obronną (wtórną patologiczną – od strony miazgi), a także wskutek zamknięcia kanalików zębiny powstaje zębina sklerotyczna (pomiędzy ubytkiem a miazgą zęba); natomiast tzw. zębina reparacyjna jest wytwarzana przez miazgę w wyniku działania preparatów odontotropowych w miejscu odsłonięcia miazgi.